# Pio Brunone Lanteri
(Manoscritto del Diacono Pio Bruno Lanteri oramai vicino alla sua ordinazione sacerdotale redatto tra il 1781 e il 1782)
Pio Brunone detto  Pio Bruno Lanteri (Cuneo, 12 maggio 1759 – Pinerolo, 5 agosto 1830) è stato un presbitero italiano, fondatore della congregazione degli Oblati di Maria Vergine. Fu proclamato venerabile da papa Paolo VI nel 1965.

## Biografia
Venne ordinato sacerdote nel 1782. Membro di Amicizia anonima, società segreta per la diffusione della stampa cattolica, dopo la sua dispersione cercò invano di ricostituirla e nel 1817 fondò Amicizia cattolica, che conservò gli ideali della precedente associazione ma con un programma più adatto all'età della Restaurazione.
Organizzò l'assistenza a papa Pio VII durante la sua prigionia nel palazzo vescovile di Savona (1809-1812); venne poi costretto al confino nella sua casa di Bardassano della "La Grangia" e nel 1814, caduto Napoleone, fece ritorno a Torino.
Nel 1815 fondò la congregazione degli Oblati di Maria Vergine, approvata nel 1826.

## Scrittura di Schiavitudine
Il 15 agosto 1781 Festa dell'assunzione di Maria, alla viglia della sua ordinazione diaconale avvenuta il seguente 22 settembre dello stesso anno, il giovane Lanteri decise di consacrarsi completamente alla Madonna con un atto di schiavitù, riflesso della speciale devozione che nutriva verso la madre di Dio alla quale era già stato consacrato nella sua prima infanzia dal padre Pietro Lanteri. È noto infatti che il Lanteri soleva ripetere spesso che:"non aveva altra madre, fuori di lei", cioè la Madonna.
Ecco il testo della Scrittura di Schiavitudine:
Sappiano tutti coloro nelle mani delle quali capiterà questa mia Scrittura, che io sottoscritto B. [Bruno] mi vendo per schiavo perpetuo della Beata Vergine Maria Nostra Signora con donazione pura, libera, perfetta della mia persona, e di tutti i miei beni acciò ne disponga ella a suo beneplacito come vera, ed assoluta Signora mia. E siccome mi riconosco indegno di una tal grazia prego il mio S. Angelo Custode, S. Giuseppe, S. Teresa, S. Giovanni, S. Ignazio, S. Francesco Saverio, S. Pio, S. Bruno acciò mi ottengano da Maria Santissima che si degni ricevermi tra i suoi schiavi. A conferma di ciò mi sottoscrissi»
(Pio Bruno Lanteri)